# Ménage à trois

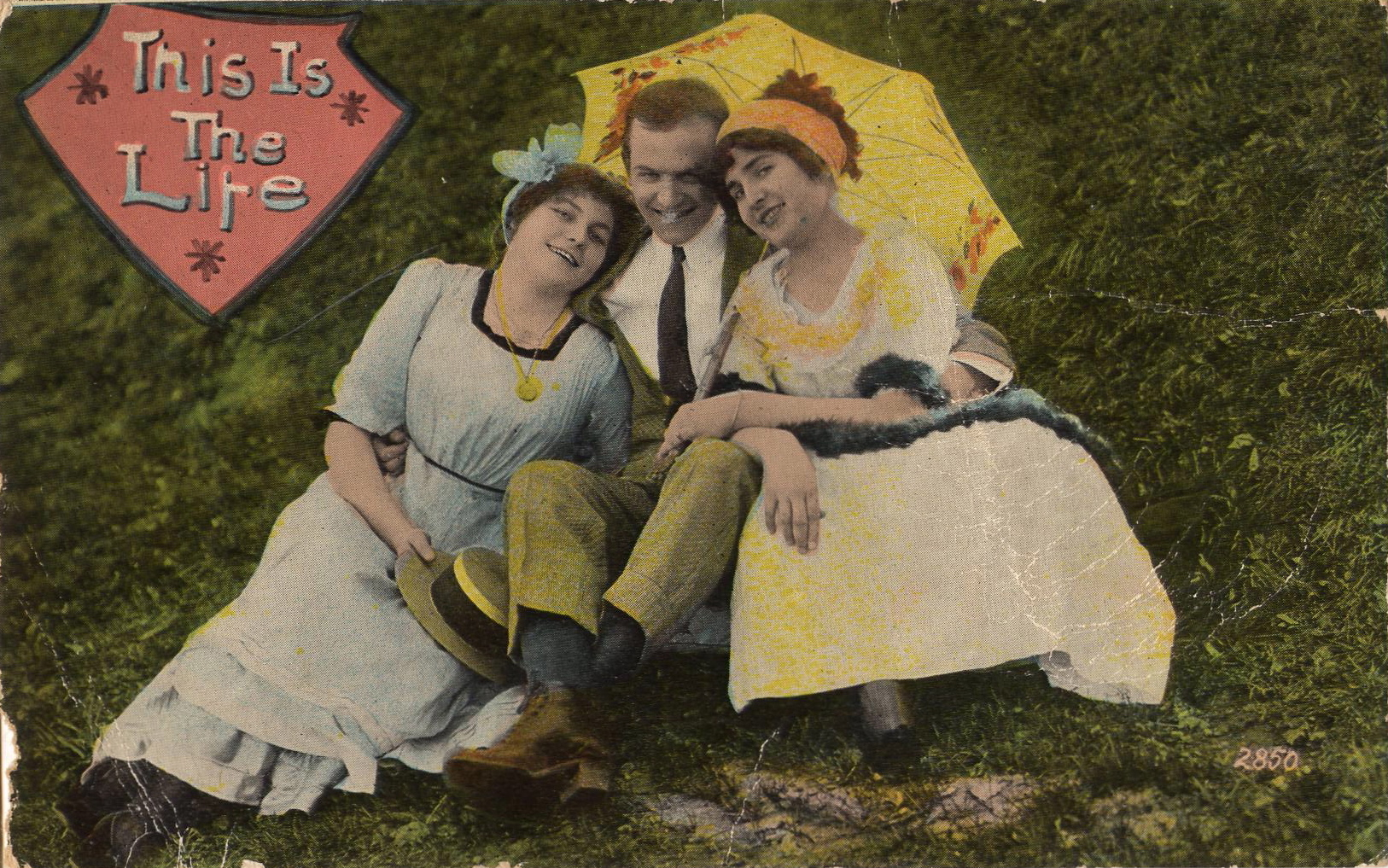
Cartão-postal, circa 1910.

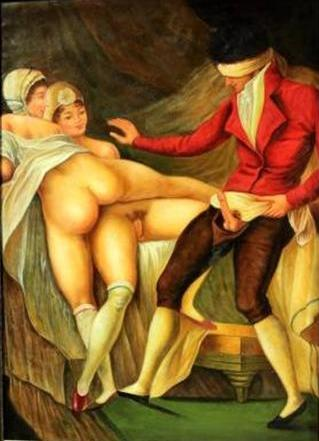
Pintura erótica francesa do século XIX em exibição no Museu Erótico de Varsóvia

A expressão francesa ménage à trois (literalmente, "família de três". Em português, "trio") se refere a uma relação erótica e afetiva que envolve três pessoas.

## Exemplos históricos
Alguns exemplos históricos conhecidos de ménage à trois afetiva são:
- A intelectual alemã Dorothea von Rodde-Schlözer, seu marido Mattheus Rodde e o filósofo francês Charles de Villers desde 1794 até a morte de seu marido, em 1810.[3]
- O escritor Aldous Huxley e sua primeira esposa Maria, com Maria Hutchinson, uma amiga de Clive Bell.[4]
- Erwin Schrödinger, sua esposa, Annemarie Bertel e sua amante Hilde March.[5]